# Cedd (saint)
Pour les articles homonymes, voir Cedd.
Cedd est un moine, fondateur d'abbaye et évêque anglais de la première moitié du VIIe siècle.
Originaire de Northumbrie, il contribue à l'évangélisation des Angles du Milieu et des Saxons de l'Est, dont il devient l'évêque vers 653. Il reste impliqué dans la vie religieuse de son royaume natal, où il fonde l'abbaye de Lastingham. Il participe au concile de Whitby en 664 et meurt de la peste la même année.
L'histoire de Cedd est principalement connue grâce à l'Histoire ecclésiastique du peuple anglais de Bède le Vénérable. Il est considéré comme saint et fêté le 26 octobre, jour anniversaire de sa mort.

## Biographie
Cedd est natif de Northumbrie, dans le Nord de l'Angleterre. Avec ses frères cadets Chad, Cynibil et Caelin, il est éduqué à l'abbaye de Lindisfarne par les moines irlandais Aidan et Finan. Les quatre frères deviennent prêtres.
En 653, Cedd est envoyé évangéliser les Angles du Milieu avec trois autres prêtres, les Anglais Adda et Betti et l'Irlandais Diuma (en). Le roi des Angles du Milieu, Peada, s'est converti au christianisme afin de pouvoir épouser la princesse Alhflæd, fille du roi Oswiu de Northumbrie. Le travail de Cedd dans cette province est remarqué par Aidan et Oswiu, ce qui lui vaut d'être choisi comme évêque des Saxons de l'Est. Leur roi Sigeberht est un allié d'Oswiu et lui demande de l'aide pour convertir ses sujets.
Cedd est sacré évêque à Lindisfarne vers 653 ou 654 avant de se rendre dans l'Essex. Dans le cadre de sa mission évangélisatrice, il y fonde deux abbayes, une à Tilbury (Tilaburg) et l'autre à Bradwell-on-Sea (Ythancaestir). En excommuniant un homme pour s'être marié de manière irrégulière, il entraîne malgré lui l'assassinat du roi Sigeberht vers 660. Il procède au baptême de son successeur Swithhelm à la cour du roi Æthelwald d'Est-Anglie à Rendlesham,.
Cedd reste impliqué dans la vie religieuse de son royaume d'origine. Il participe à la fondation d'une abbaye à Lastingham, dans le Yorkshire du Nord, sur un terrain concédé par le roi du Deira Œthelwald. Les moines de Lastingham entretiennent des liens avec leurs confrères de l'Essex : ce sont eux qui fournissent à Bède le Vénérable une partie des informations concernant ce royaume qui figurent dans son Histoire ecclésiastique du peuple anglais.
En 664, il joue un rôle de médiateur lors du concile de Whitby, un synode organisé en Northumbrie pour résoudre les différences entre les rites romain et celtique. Il meurt la même année à Lastingham, victime d'une épidémie de peste qui frappe la Grande-Bretagne. Son frère Chad lui succède comme abbé de Lastingham.

## Culte

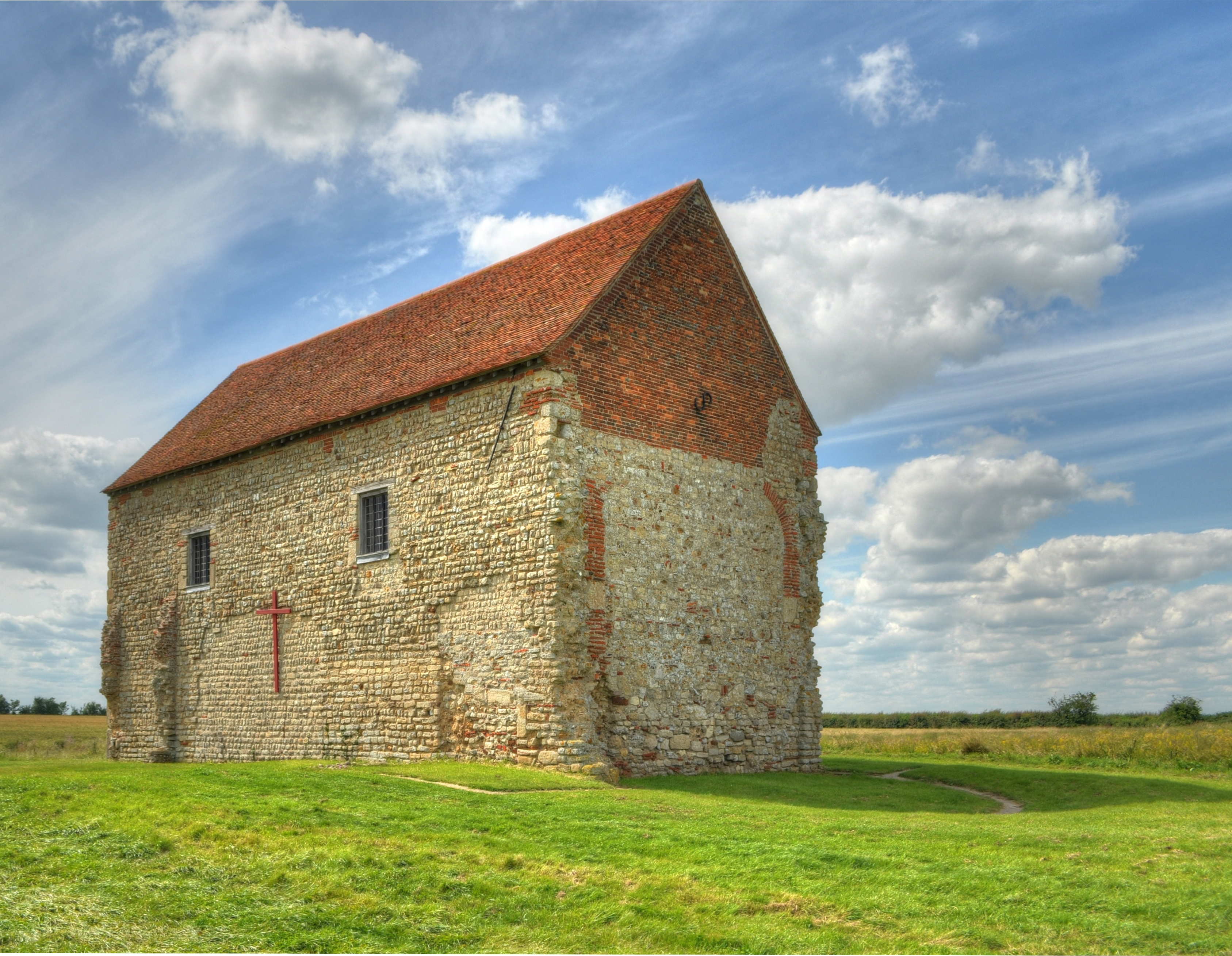
La de Bradwell-on-Sea.

Cedd est enterré à Lastingham. Il est considéré comme un saint après sa mort et fêté le 26 octobre. Il était inscrit au 7 janvier dans le précédent martyrologe romain, date à laquelle il est toujours fêté dans l'Église orthodoxe. Au Moyen Âge, ses reliques sont conservées à la cathédrale de Lichfield avec celles de son frère Chad : c'est peut-être leur transfert de Lastingham à Lichfield qui était célébrée le 7 janvier.
La cathédrale de Chelmsford, dans l'Essex, est placée sous son patronage, associé à ceux de la Vierge Marie et de l'apôtre Pierre. Il subsiste à Bradwell-on-Sea la chapelle de Saint-Pierre-sur-le-Mur (en), dernier vestige du monastère fondé par Cedd.